# Park Narodowy Mount Apo
Park Narodowy Mount Apo – park narodowy położony na Filipinach, w południowej części wyspy Mindanao. Został założony w 1936 roku, w celu zapobieżenia dalszemu, intensywnemu osiedlaniu się ludzi u podnóży i na stokach wulkanu Apo, a także dla zachowania porastających masyw wulkanu bujnych lasów. Powierzchnia 728 km². W krajobrazie dominuje majestatyczny stożek wulkanu Apo (2954 m n.p.m.), silnie rozczłonkowany siecią dolin rzecznych. Na terenie parku znajdują się malownicze wodospady oraz liczne gorące źródła i solfatary. Roślinność tworzy wilgotny las równikowy, a w wyższych partiach las równikowy górski. Żyją tu: arni azjatycki, jeleń sambar, lori kukang, makak jawajski i lotokot, a wśród ptaków rzadko spotykany małpożer błękitnooki.